# Guillermo Martín Amarilla Molfino
Guillermo Martín Amarilla Molfino (Campo de Mayo, Argentina; 27 de junio de 1980) es un hijo de desaparecidos argentino; sus padres fueron Marcela Molfino y Guillermo Amarilla, ambos oriundos de la provincia argentina de Chaco.

## Biografía
Amarilla Molfino nació en las instalaciones militares de Campo de Mayo, no se sabe si fue en el hospital de ese lugar. Sus padres estaban detenidos ilegalmente por el gobierno militar que gobernaba Argentina en esa fecha, eran nacidos en la provincia del Chaco y se dedicaban a la militancia montonera.

## Detención de sus padres
Guillermo Amarilla fue secuestrado en la calle en la localidad de Ramos Mejía y Marcela Esther Molfino fue secuestrada en su casa de San Antonio de Padúa donde estaba con sus tres hijos, además de estar embarazada de Guillermo de un mes. Los tres niños menores fueron entregados a su abuela paterna en Resistencia pero no informaron que había otro en camino.